# Abcoude

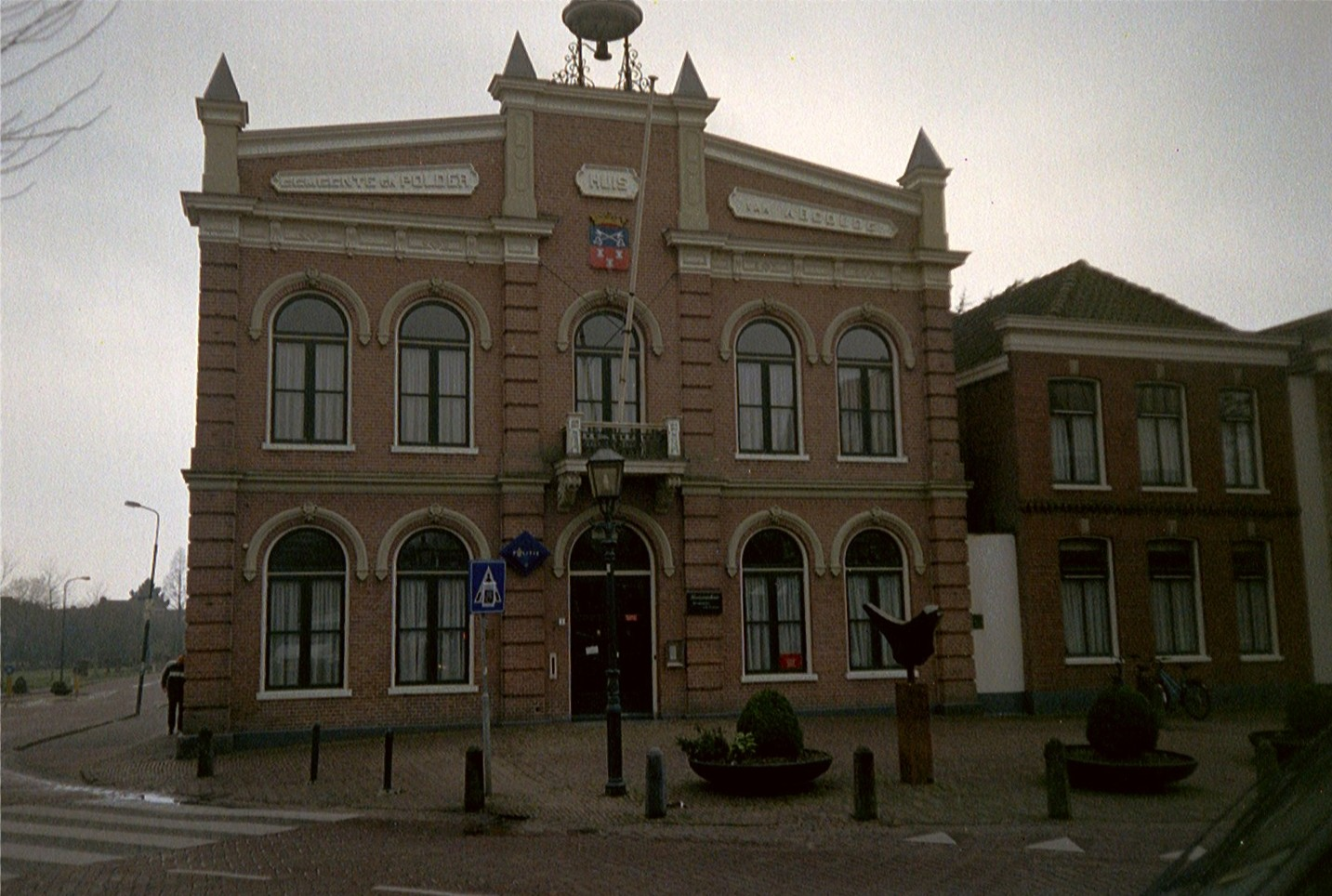
Das Gemeindehaus in Abcoude

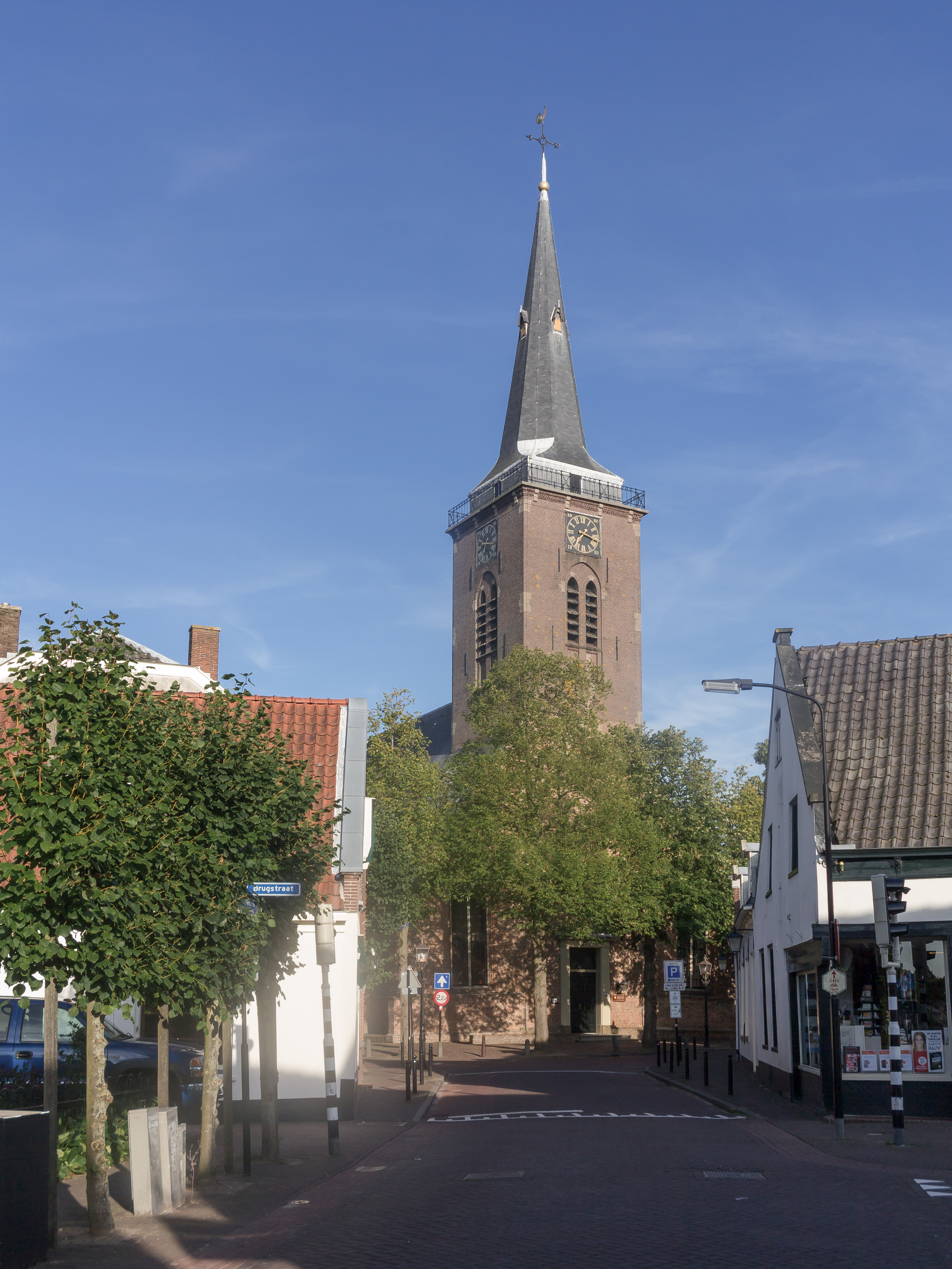
Kirche: de Dorpskerk

Abcoude (anhörenⓘ) ist ein Ort und eine ehemalige Gemeinde in der niederländischen Provinz Utrecht, welche seit dem 1. Januar 2011 zur Gemeinde De Ronde Venen gehört. Das Gebiet des Ortes umfasst eine Fläche von 22,73 km², davon sind 1,85 km² Wasser. In Abcoude leben rund 8300 Menschen (Stand: 1. Januar 2024).
Zur Gemeinde Abcoude zählte auch die Ortschaft Baambrugge, einige Kilometer südlich des Dorfes Abcoude.

## Lage und Wirtschaft
Abcoude liegt am Flüsschen Gein, unmittelbar südöstlich der Außenviertel von Amsterdam. Das Universitätskrankenhaus von Amsterdam zum Beispiel liegt nur etwa 3 Kilometer vom Dorf entfernt. Das Dorf liegt zwischen der Autobahn A2 Amsterdam – Utrecht im Westen, und der Eisenbahn zwischen diesen beiden Städten im Osten. Abcoude hat einen Kleinbahnhof an dieser Linie.
Mehrere der alten Bauernhöfe wurden von reichen Bürgern der niederländischen Hauptstadt gekauft und zu Villen umgebaut. Auch weniger Betuchte leben in Abcoude und arbeiten in Amsterdam. Abcoude hat selbst auch einiges Kleingewerbe sowie Handels- und Transportfirmen. Die Viehhaltung ist im weiten Polderland um Abcoude immer noch sehr bedeutend.

## Geschichte
Abcoude wurde erstmals 1085 in einer Schenkungsurkunde erwähnt. Der berühmte holländische Ritter Gijsbrecht van Amstel verwüstete 1274 das dortige Schloss. Spuren von dessen Fundamenten wurden kürzlich entdeckt und ausgegraben. Abcoude war bis zum 15. Jahrhundert Wohnort eines Rittergeschlechtes Van Abcoude.
Die Tiefmoore der Gemeinde wurden seit dem 11. Jahrhundert allmählich in fette Wiesen umgewandelt.

## Sehenswertes
Die Polder in der Gemeinde werden von kleinen, sehr kurvigen und deshalb malerischen Wasserläufen durchquert. Die schmalen Wege auf den Deichen dieser Flüsschen sind für Radtouren durch diese typisch niederländische Landschaft sehr geeignet. In der Gemeinde liegt das Vogelschutzgebiet Botshol.
Die beiden Dörfer selbst haben auch einige malerische, alte Gebäude, darunter die Dorfkirche von Abcoude, die im 15. Jahrhundert erbaut wurde. In der Gemeinde befindet sich das Fort Abcoude, das zur Stellung von Amsterdam gehört. Diese Festungsanlagen hat die UNESCO zum Weltkulturerbe erklärt.

## Söhne und Töchter der Gemeinde
- Christine Aaftink, niederländische Eisschnellläuferin (* 1966)
- Hans Koolmees, niederländischer Komponist (* 1959)
- Johan Willem Pieneman, niederländischer Maler (1779–1852)
- Michael Dudok de Wit, Trickfilmregisseur und Animator

## Städtepartnerschaft
- Lennik, Belgien